# Rodger Bain
Rodger Bain (født 1945) var i 1970'erne en pladeproducer bedst kendt for at producere heavy metal albums af bands såsom Black Sabbath og Judas Priest.

## Karriere
Han producerede Black Sabbaths første tre album, Budgies første album og Judas Priests første album, Rocka Rolla. Bain dominerede produktionen af Judas Priests første album og tog beslutninger som bandet ikke var enig i. Bain fravalgte senere fanfavoritter som "Tyrant", "Genocide" og "The Ripper" fra albummet. Derudover skar han sangen "Caviar and Meths" ned fra et 10-minutter lang sang til et 2-minutters instrumentalnummer.
Han producerede også Judas Priest-albummet Hero, Hero, som indeholdt remixes af sporene på Rocka Rolla. Begge disse albums blev negativt modtaget af anmelderne.
På Last Supper dvd'en beskriver Black Sabbath-bassist Geezer Butler Bain positivt og fastslår at han lod dem indspille deres albums live, hvilket stadig er en usædvanlig måde at indspille på, selv da andre producere havde nægtet.

## Fodnoter
1. ↑  "Arkiveret kopi". Arkiveret fra originalen 16. oktober 2007. Hentet 2. januar 2008.